# Concrete (Album)
Concrete – In Concert at the Mermaid Theatre ist ein Livealbum der Pet Shop Boys aus dem Jahr 2006.  Es war das erste Livealbum in der Geschichte der Pet Shop Boys. In Deutschland erschien es am 19. Oktober 2006 bei Parlophone (damals EMI, jetzt Warner).

## Wissenswertes
Das Livealbum wurde am 8. Mai 2006 im Mermaid Theatre in London vom BBC 1 aufgenommen. Bei dem Live-Konzert mit dem 60-köpfigen BBC Concert Orchestra vor 600 ausgewählten Gästen (unter anderem Elton John) hatte auch Robbie Williams einen Gastauftritt.

## Rezeption
Michael Schuh von Laut.de schrieb, Williams’ Gastauftritt dränge die weiteren Songs „glücklicherweise nicht in den Hintergrund“. Er sprach von einem „außergewöhnlichen“ Konzert und vergab vier von fünf Sternen.

## Titelliste (UK-Version)
CD 1:
1. Left to My Own Devices
2. Rent
3. You Only Tell Me You Love Me When You’re Drunk
4. The Sodom and Gomorrah Show
5. Casanova in Hell (mit Rufus Wainwright)
6. After All
7. Friendly Fire (mit Frances Barber)
8. Integral

CD 2:
1. Numb
2. It’s Alright
3. Luna Park
4. Nothing Has Been Proved
5. Jealousy (mit Robbie Williams)
6. Dreaming of the Queen
7. It’s a Sin
8. Indefinite Leave to Remain
9. West End Girls